# Schloss Püchau

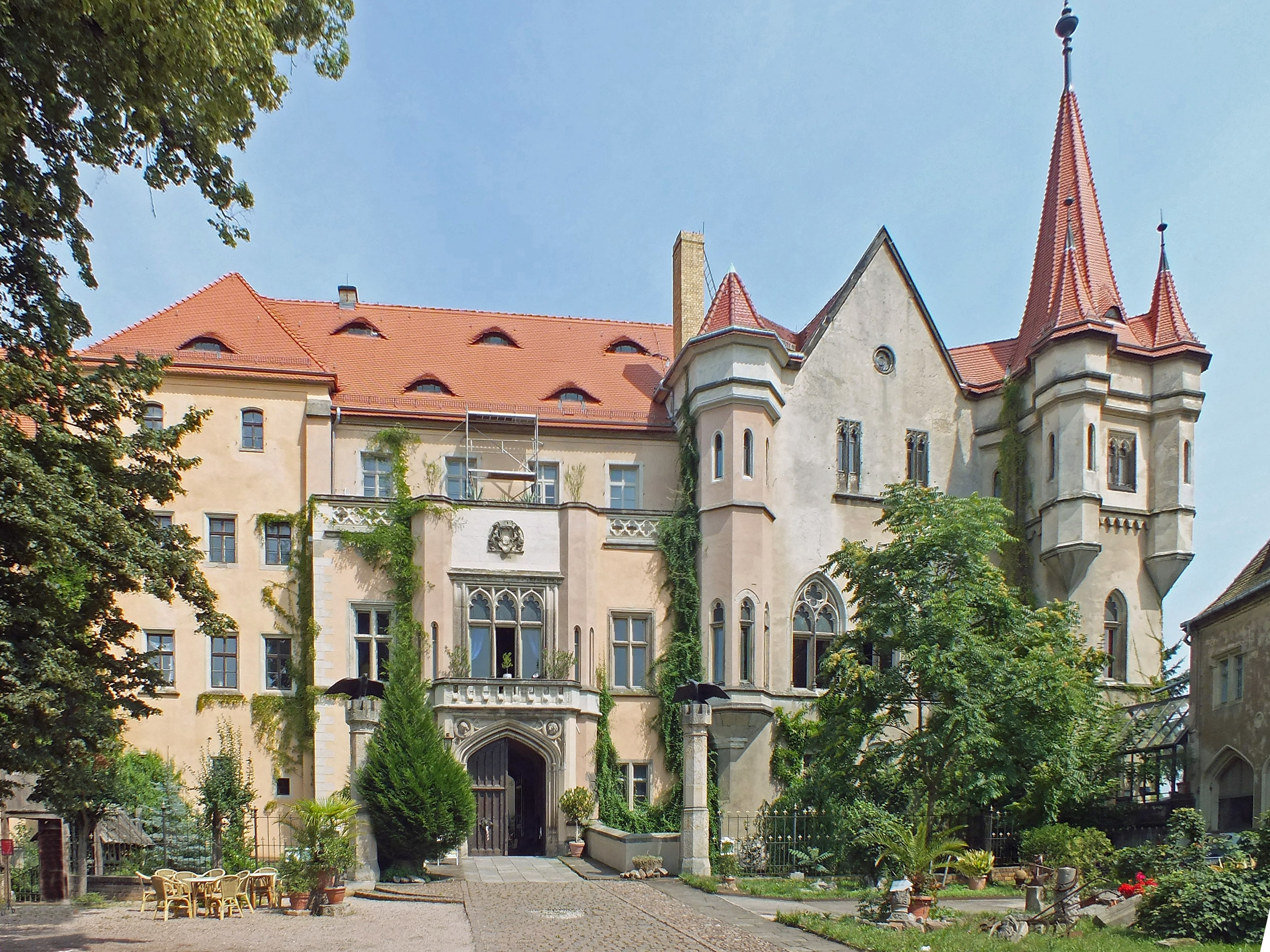
Schloss Püchau 2014

Schloss Püchau ist ein Herrenhaus im Stil des neugotischen Historismus (Tudor-Revival-Stil) in Püchau, einem Ortsteil von Machern im Landkreis Leipzig in Sachsen. Es befindet sich in Privatbesitz.

## Lage und Gestalt
Das Schloss Püchau erhebt sich am Ostrand des Ortes auf einem Bergsporn, der die Muldenaue um einige Meter überragt. Am östlichen Ende der etwa 100 mal 60 Meter großen Fläche steht das eigentliche Schloss. Der davor befindliche Platz ist von Nebengebäuden gesäumt, von einigen Bäumen bestanden und hat in seiner Mitte eine historische Brunnenanlage.
Das Schloss ist eine unregelmäßige Dreiflügelanlage, die sich um einen Innenhof von etwa 200 m² gruppiert. Die Nordseite ist durch einen einstöckigen zinnenbekrönten Wehrgang abgeschlossen. In der Südostecke des Hofes erhebt sich ein die dreistöckigen Gebäude übertreffender, ebenfalls mit Zinnen versehener Treppenturm. Der als Brücke gestaltete und von zwei Säulen mit Adlern flankierte Zugang zur Anlage führt in einen Torbogen des Westflügels. Dieser ist als Schauseite mit Balkonen und angesetzten Türmen verziert. Die äußere Südostecke ist ebenfalls turmartig und mit einem zweistöckigen gusseisernen Balkon gestaltet.
Von den zahlreichen Räumen des Schlosses sind als besonders prächtig hervorzuheben das kleine Speisezimmer mit durch Schnitzereien reich verzierter Decke, der Marmorsaal mit prächtiger Sternendecke und die Waffenhalle.
Unterhalb des Schlosshügels breitet sich nach Norden und Osten der 12,4 ha große, im englischen Stil angelegte Schlosspark mit zwei Teichen aus.

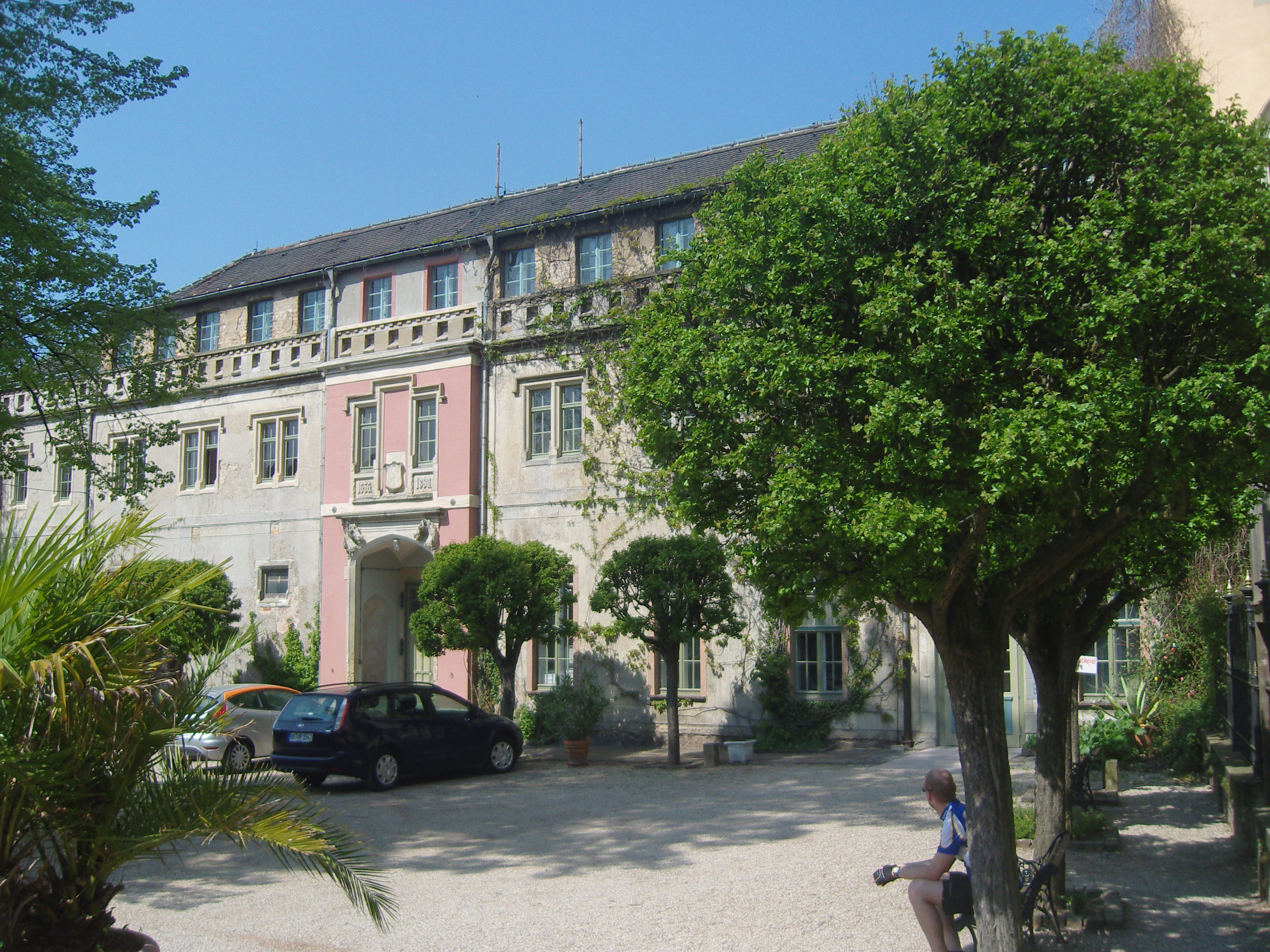
Gebäude am Vorplatz
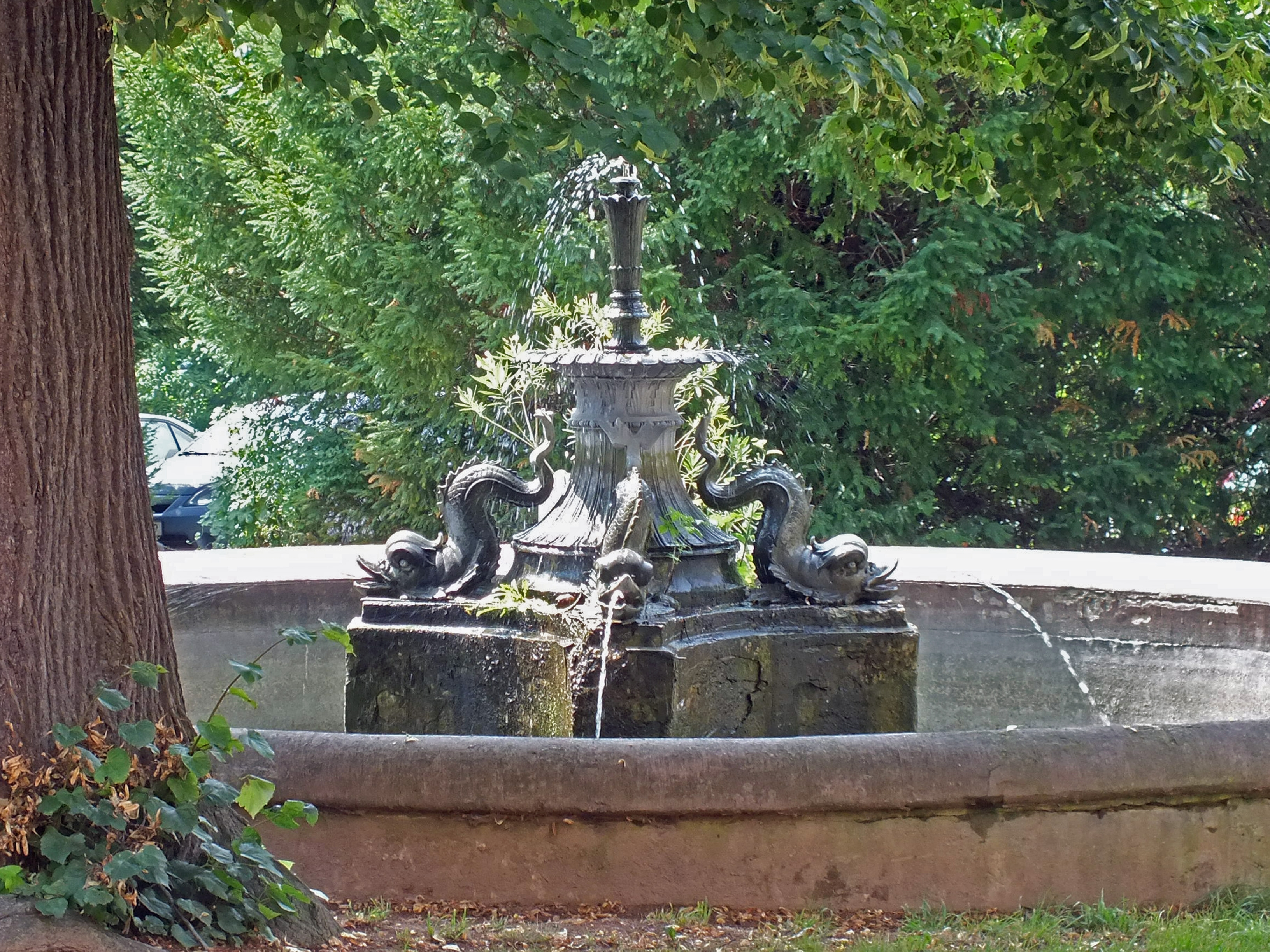
Der Brunnen
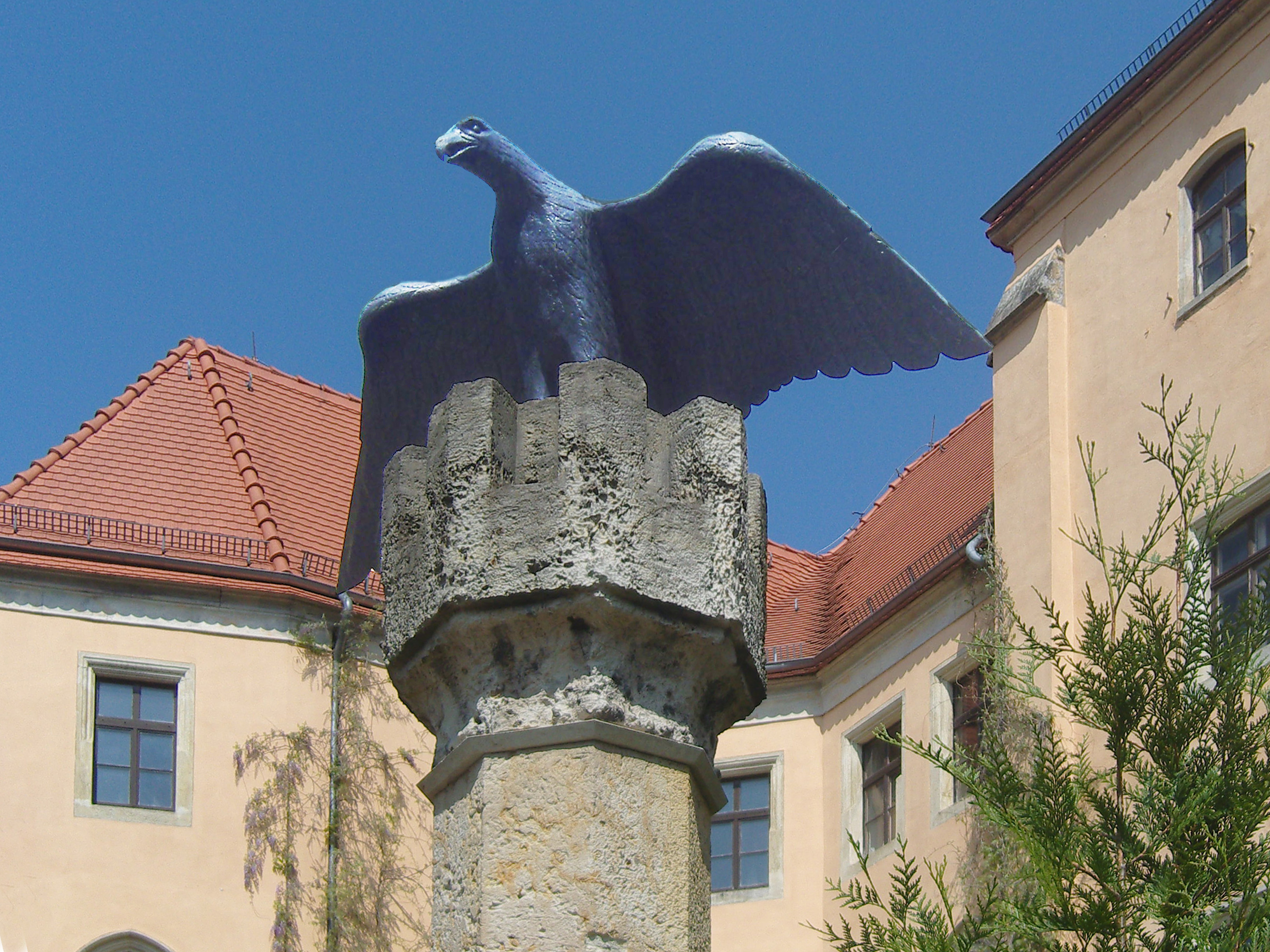
Adlersäule am Eingang
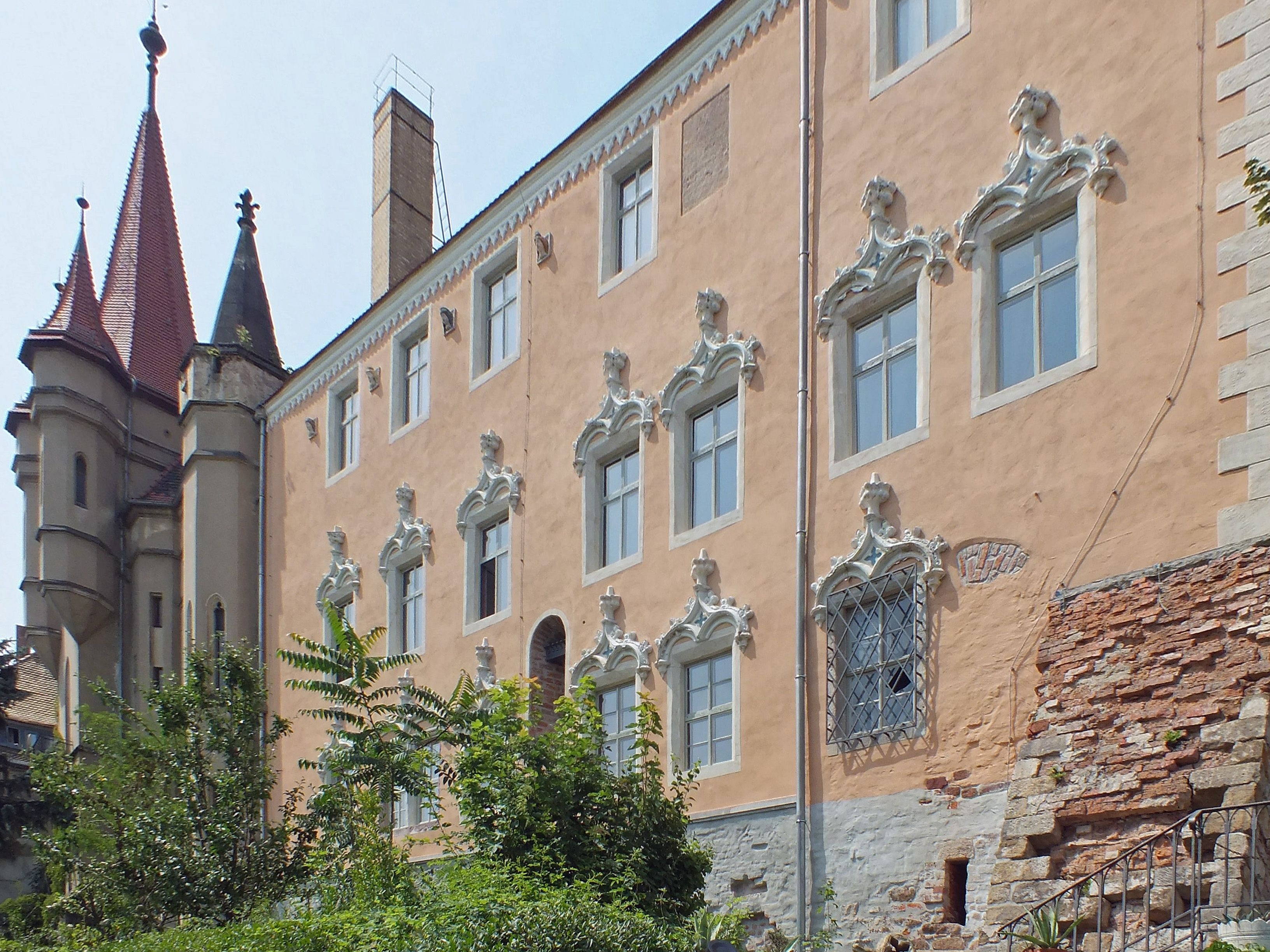
Die renovierte Südfront
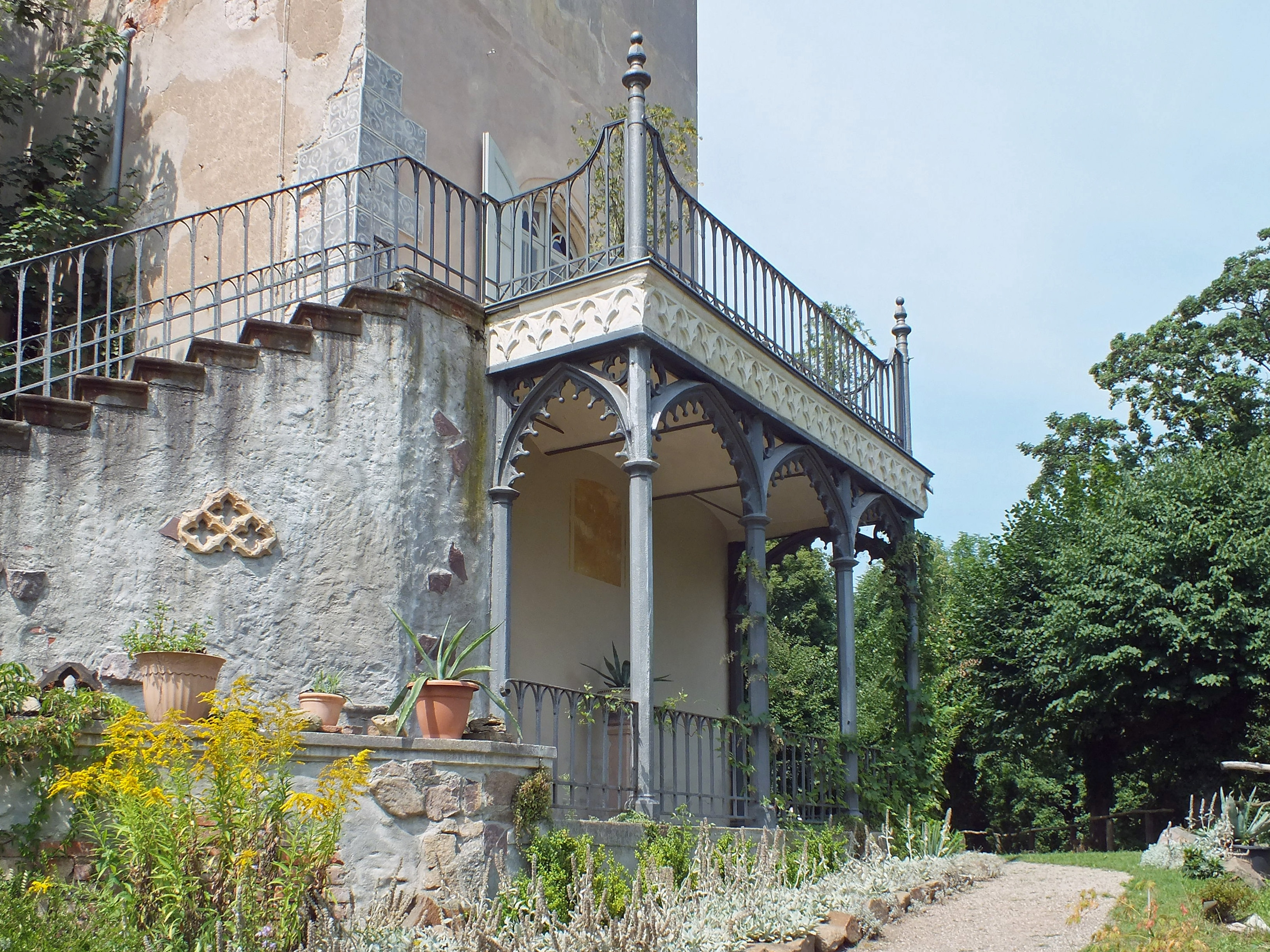
Der Südostbalkon
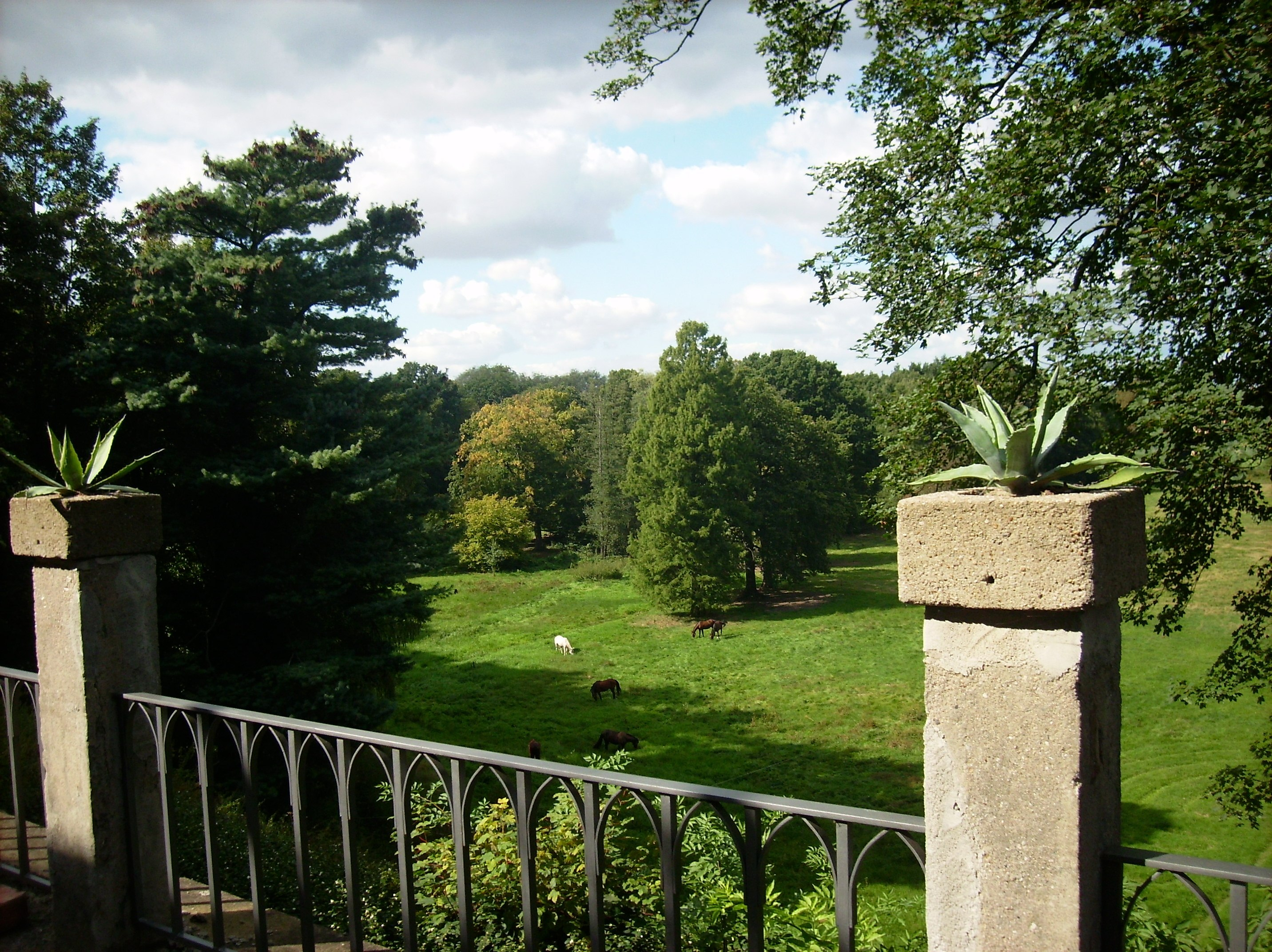
Blick in den Park

## Geschichte
Püchau (Bichni) wurde schon in der Chronik von Thietmar von Merseburg (975 oder 976–1018) im Zusammenhang mit einer Flucht von König Heinrich I. (um 876–936) auf die dortige Burg genannt und gilt damit als ältester erwähnter Ort in Sachsen. Allgemein bezieht man sich dabei auf das Jahr 924. Die Verbindung Püchaus zu Heinrich wird durch seine Darstellung am Treppenturm unterstrichen.

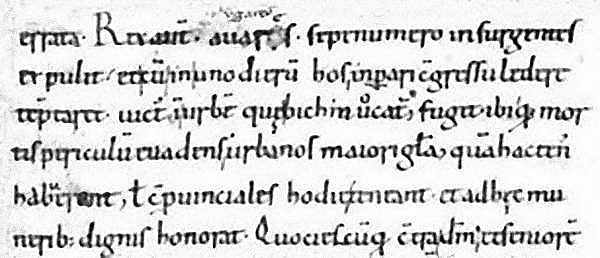
Ersterwähnung Püchaus in der Chronik Thietmars von Merseburg
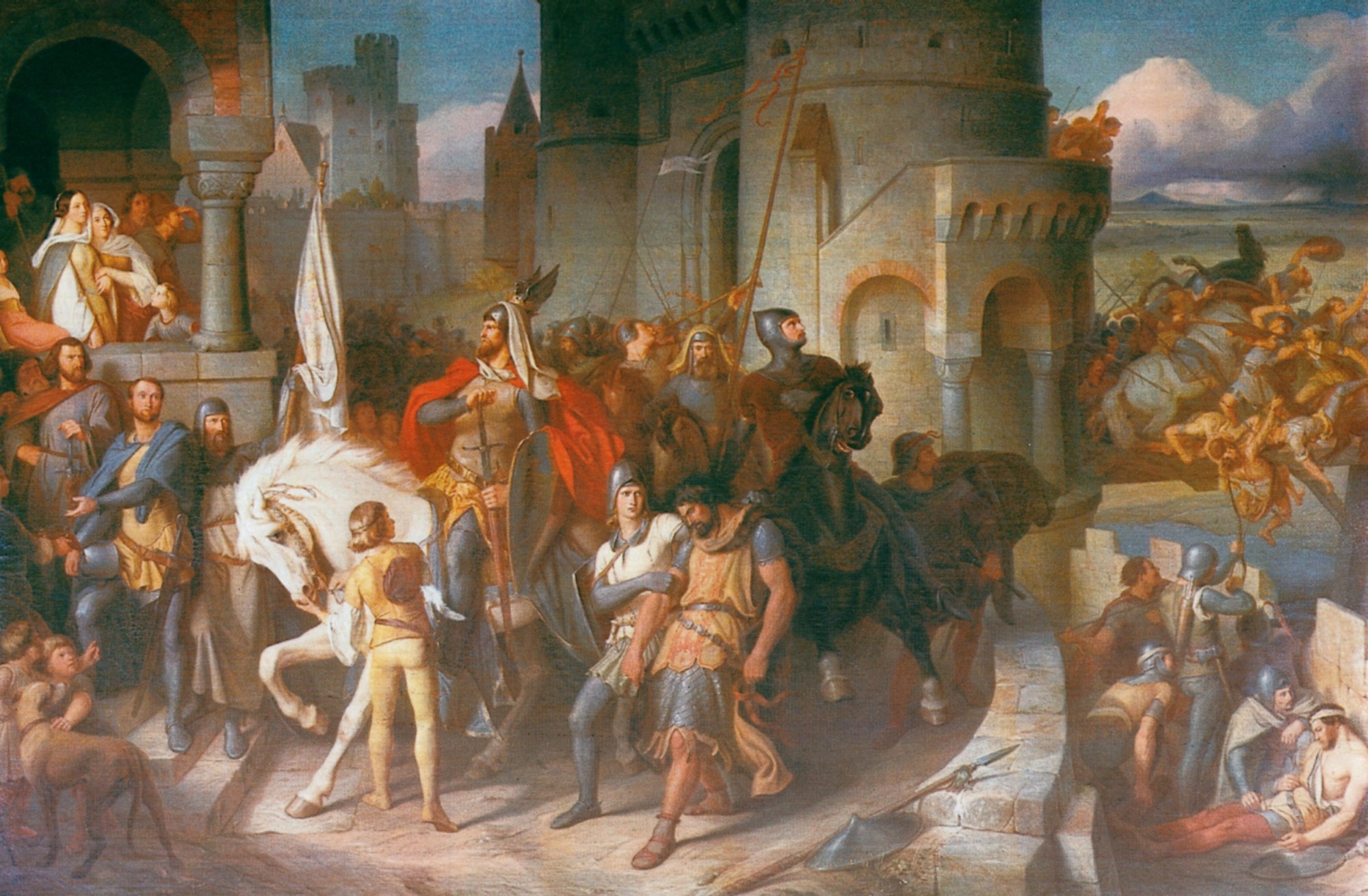
Heroisierende Darstellung des Einzugs Heinrichs I. in Püchau

Der erste bekannte Grundherr von Püchau war 995 Graf Esiko. Sein Nachfolger war 1004 Burkhard Pfalzgraf von Sachsen. Püchau war wie das benachbarte Wurzen Burgward, verlor aber gegenüber Letzterem zunehmend an Bedeutung, nachdem 1040 die Bischöfe von Meißen Lehnsherren für Püchau wurden und sie 1114 in Wurzen ein Kollegiatstift gründeten und den Dom erbauten.
Nach einigen einzelnen Besitzern aus verschiedenen Adelsgeschlechtern kamen mit zumeist mehreren Mitgliedern nacheinander aus einer Familie die Adelsgeschlechter Heinitz (1397–1441), Spiegel (1441–1508), Saalhausen (1508–1524), Canitz (1524–1533), von Ende (1533–1637) und von Taube (1637–1667).
Da der letzte von Taube kinderlos blieb, erbte der noch minderjährige Enkel Heinrich von Bünau (Kammerherr, 1656) (1656–1729) Püchau. Sohn und Enkel, die ebenfalls beide Heinrich hießen, folgten. Letzterer, der 1762 in den Grafenstand erhoben wurde, starb 1768 mit 36 Jahren erbenlos, und so wurde seine Witwe Christiane Elisabeth aus dem Hause von Hohenthal (1731–1807), die nicht wieder heiratete, für 39 Jahre Herrin auf Püchau. Dann fiel Püchau 1807 an die Familie von Hohenthal, bei der es bis 1945 blieb. Erster Besitzer war der jüngere Bruder der Christiane Elisabeth, Peter Friedrich Graf von Hohenthal (1735–1819), der gleich mehrere Hofämter und Sonderaufgaben im Ausland innehatte. Dieser gründete noch in seinem Antrittsjahr den Fideikommiss der Familie von Hohenthal mit Sitz in Püchau, zu dem noch weitere Güter gehörten und der in den Folgejahren noch vergrößert wurde.
Da Peter Friedrichs Sohn Karl Friedrich Anton (1775–1800) bereits verstorben war, wurde 1819 sein Neffe Carl Ludwig August von Hohenthal (1769–1826) Besitzer von Püchau, wohnte aber in dem 1806 von Carl Friedrich Dauthe (1746–1816) erbauten Schloss in Dölkau. Nächster Püchauer Schlossherr wurde 1826 sein Sohn Karl Friedrich Anton (1803–1852). Er bewohnte ab 1829 nach seiner Hochzeit mit Walburga Hedwig Gräfin von Schaffgotsch (1810–1836) das zuvor leerstehende Püchauer Schloss wieder regelmäßig und führte den Hoftitel eines großherzoglich-sächsischen Obermundschenk. Nach dem Tod seiner Frau heiratete er 1838 Emilie Albertine Loida von Gneisenau (1809–1855), eine Tochter des preußischen Generals Neidhardt von Gneisenau (1760–1831). Er fügte den Wohnsitz seinem Namen hinzu, nannte sich fortan Graf von Hohenthal-Püchau und begründete die Linie der Grafen Hohenthal-Püchau. In dieser folgten als Schlossherren mit den jeweiligen Wirkungszeiten Carl Julius Leopold (1852–1892), Carl Xaver Maximilian (1892–1899) und Carl Christian Gottlieb Moritz (1899–1945).

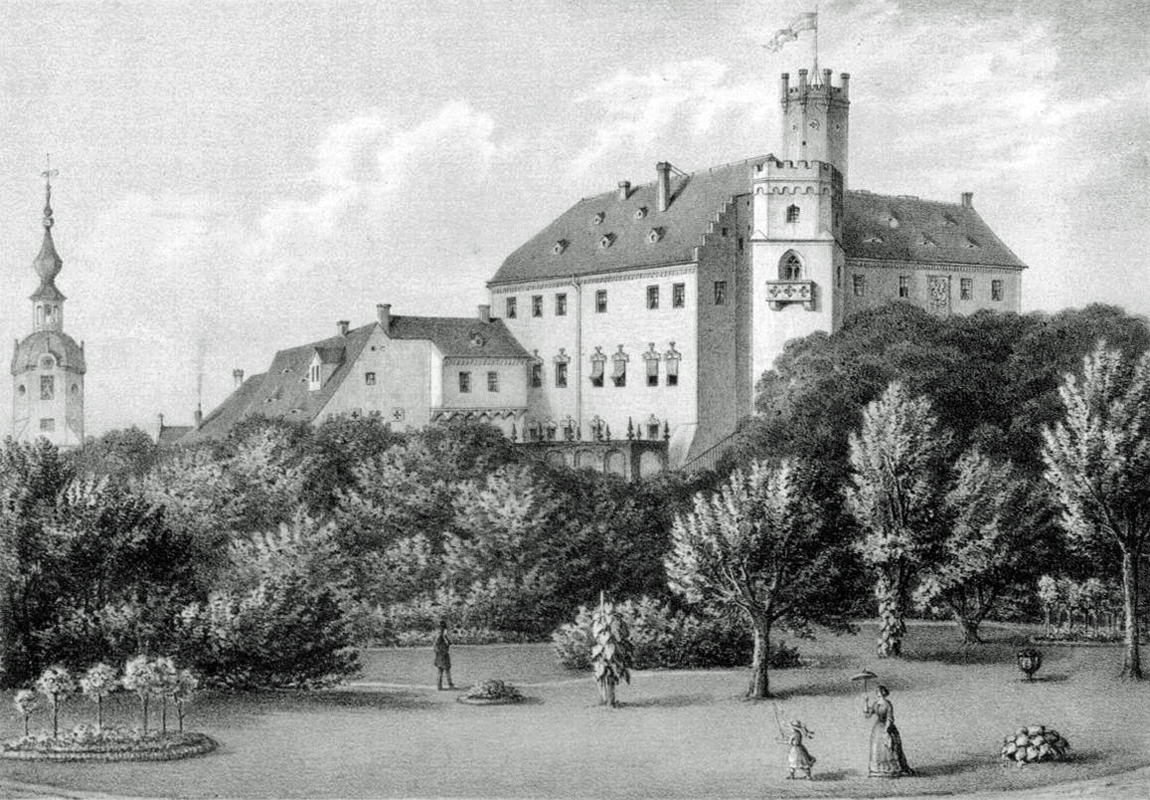
Schloss Püchau um 1860

Von der Bautätigkeit an Burg bzw. am Schloss in früher Neuzeit ist wenig überliefert. Die Taubes und die Bünaus dürften zumindest die Schäden des Dreißigjährigen Krieges beseitigt haben. Die Bauten hat man sich barock vorzustellen. Nur im Inneren haben sich bescheidene Spuren der barocken Dekoration erhalten. Erst unter den Grafen von Hohenthal setzte die Bautätigkeit ein, die zu dem Ergebnis führte, das wir heute vorfinden.
Zunächst ließ Karl Friedrich Anton von Hohenthal von 1833 bis 1835 unter Leitung des Schlossgärtners Hetzger den bisherigen kleinen am Schlosshang gelegenen Lustgarten erweitern und einen Landschaftspark im englischen Stil anlegen. Für die Bauten wünschte er sich eine Erneuerung des Schlosses im „altdeutsch-gotischen Stil“. Ost- und Südflügel erhielten außen gotisierende Stuckdekorationen, sogenannte Eselsrücken bzw. Tudorbögen und der äußere südöstliche Eckturm einen Zinnenkranz. Im Hof entstand der Treppenturm. Nach dem Tod Karl Friedrich Antons 1852 führte sein Sohn Carl Julius Leopold die Bauarbeiten weiter. Er beauftragte den Leipziger Architekten Oskar Mothes (1828–1903) mit der Gestaltung einiger Innenräume. Auch mit dem Berliner Architekten Richard Lucae (1829–1877) stand der Graf in Verbindung. 1874/1875 wurde der Westflügel nach den Plänen von Constantin Lipsius  (1832–1894) im Windsorstil neu errichtet. Dabei entstand auch das Turmensemble an der südwestlichen Außenecke.
1912 verwüstete ein Wirbelsturm Püchau und richtete am Schloss schweren Schaden an. Die Aufbauarbeiten verbunden mit einer Vereinfachung der bisherigen kleinteiligen Dachlandschaft führte das Dresdner Architektenbüro von William Lossow (1852–1914) und Max Kühne (1874–1942) aus. Mitte der 1920er Jahre umfasste die Begüterung Püchau im Kern 1088 ha inklusive Wald. Hinzu kamen noch 162 ha in Einzelflächen sowie 238 ha verpachtetes Land. Es gab damals als Schwerpunkt eine große Milchviehwirtschaft. Die Leitung des Gutsbetriebes führte ein Oberinspektor und ein Revierförster.

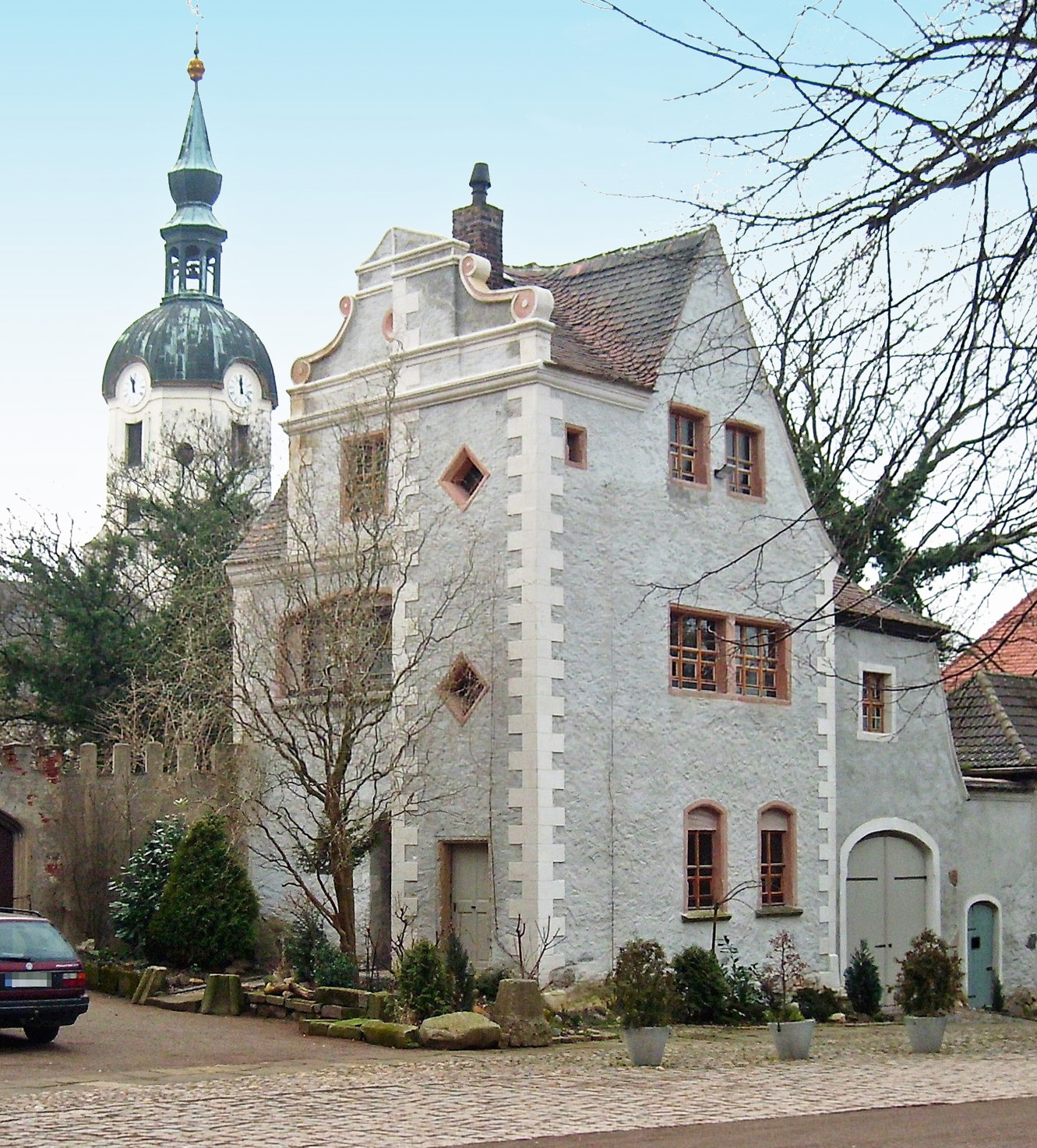
Die Heinrichsburg am Vorplatz (2008)

1945, nach Ende des Zweiten Weltkrieges, wurden die Hohenthal-Püchaus im Zuge der Bodenreform enteignet, und in das Schloss zog eine sowjetische Kommandantur ein. Ab 1948 diente das Schloss als Alten- und Pflegeheim. Nach der politischen Wende in Ostdeutschland stand es lange Zeit leer. 1998 erwarb es ein Unternehmerehepaar aus Leipzig. Die neuen Schlossherren begannen eine gründliche Restaurierung, bei der sie selbst mit Hand anlegten. Es wurden unter anderem Dächer repariert, Fassaden restauriert, die Brunnenanlage instand gesetzt, die bereits 1913 eingeschmolzenen Adler an den Eingangssäulen durch Neugüsse ersetzt und Arbeiten am Schlosspark ausgeführt. Auch die vom Verfall bedrohte Heinrichsburg, ein Herrenhaus am Vorplatz aus dem 16. Jahrhundert, wurde gesichert.
Die Schlossherrin veranstaltet im Schloss und Park öffentliche Feste und leitet historische Führungen. Im Westflügel öffnet an den Wochenenden das Schlossrestaurant.

## Varia

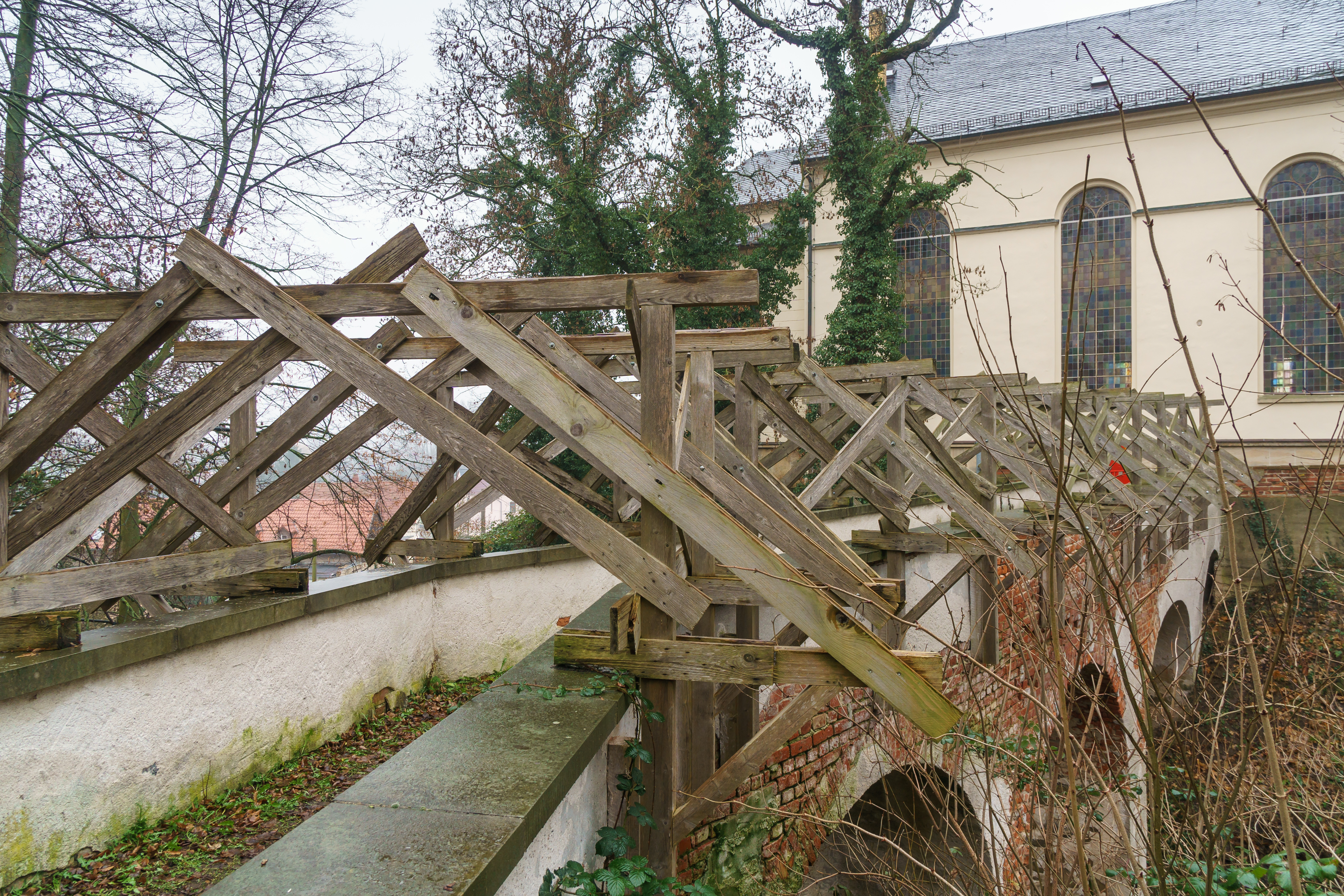
Die Petersbrücke in Püchau, Sachsens älteste Steinbogenbrücke. Zustand im Jahr 2020.

- Sachsens älteste Steinbogenbrücke, die Kirchbrücke Püchau – auch Petersbrücke genannt –, verbindet seit Jahrhunderten das Schloss und die Peterskirche Püchau. Die historische Brücke muss dringend saniert werden.[9][10]
- Schloss Püchau wird auch gern als Filmkulisse genutzt. 21 Filme und Serien wurden dort gedreht[11], beispielsweise SOKO Leipzig, Tatort: Der Fluch des Bernsteinzimmers (mit Peter Sodann), Heimweh nach drüben (mit Wolfgang Stumph und Katrin Sass) sowie Männer in gefährlichem Alter (mit Friedrich von Thun und Fritz Wepper).